# Viricelles
Viricelles is een gemeente in het Franse departement Loire (regio Auvergne-Rhône-Alpes) en telt 366 inwoners (2004). De plaats maakt deel uit van het arrondissement Montbrison.

## Geografie
De oppervlakte van Viricelles bedraagt 2,0 km², de bevolkingsdichtheid is 183,0 inwoners per km².
De onderstaande kaart toont de ligging van Viricelles met de belangrijkste infrastructuur en aangrenzende gemeenten.

## Demografie
Onderstaande figuur toont het verloop van het inwonertal (bron: INSEE-tellingen).